# La Prensa, Mexiko
La Prensa är en ort i Mexiko.   Den ligger i kommunen Altotonga och delstaten Veracruz, i den sydöstra delen av landet, 220 km öster om huvudstaden Mexico City. La Prensa ligger 946 meter över havet och antalet invånare är 503.
Terrängen runt La Prensa är bergig åt sydost, men åt nordväst är den kuperad. Runt La Prensa är det ganska tätbefolkat, med 104 invånare per kvadratkilometer. Närmaste större samhälle är Atzalan, 16,4 km väster om La Prensa. I omgivningarna runt La Prensa växer i huvudsak städsegrön lövskog.